# 方国俊
方国俊（1936年3月—2018年6月29日），河南禹县人，中国人民解放军飞行员，中国人民解放军空军少将，曾入选714工程预备航天员。

## 生平
1950年，方国俊加入中国人民志愿军，在入朝作战前参与飞行员选拔，1952年7月进入位于长春的第一航空预科总队3大队15中队学习，其后转到位于山西的空军第十二航空学校。1954年成为飞行员，分配到空军航空兵第二师。1956年10月，加入中国共产党。1961年，曾在河北沧州接受为期约10个月的宇航员培训。1964年，被授予“郭兴福式教练员”称号。1970年9月，到北京参与曙光一号计划的航天员选拔，成为预备上天的4人中的第一名，但之后该计划被暂停，方国俊回到原驻地。之后，方国俊历任空军航空兵第三十五师副师长、师长，空军第七军参谋长、副军长等职。1988年8月1日，授予空军少将军衔。1989年，方国俊因工作需要停飞。1990年—1996年，任北京军区空军参谋长。方国俊曾参加入闽轮战、援越抗美、西沙之战等的防空作战。
2018年6月29日，方国俊在北京病逝，享年82岁。